# Ваалгиргин Михайло Васильович
Ваалгиргин Михайло Васильович (чук. Ваалгыргын, рос. Вальгиргин Михаил Васильевич; *1939 — †1978) —  чукотський поет і фольклорист.

## Життєпис
Ваалгиргин народився в селі Уелькаль. Навчався в Анадирській торговельній школі. В 19 років, втративши ноги і чотири пальці на руці, став інвалідом. Після цього Ваалгиргин став збирати та публікувати в місцевій пресі чукотський фольклор, а потім сам став писати вірші. У 1959 році в Магадані вийшла перша його збірка «Співаємо про Чукотку», а в 1968 — «Етти, к'эргывагыргын» (Вітаю тебе, світле життя). У 1970–1978 роках вийшло ще кілька книг Ваалгиргина: «Вельботи йдуть у море» (1970), «Веселе лежбище» (1973), «Добре народитися на цій землі» та інші.